# ユリン千晶
ユリン 千晶（ユリン ちあき、1981年6月18日 - ）は、日本の女性声優、ナレーター、元タレント。青二プロダクション所属。広島県呉市出身。
旧芸名はゆりん、ユリン。

## 来歴
高校在学中に女性ファッション雑誌『non-no』の準専属モデル（ノンノ・フレンド）に合格。大学生の時に原宿でホリプロにスカウトされホリプロ所属となる。
2003年、『王様のブランチ』で芸能界デビュー。当時の芸名「ゆりん」はインターネットで公募した上で決まった。
青山学院大学文学部卒業。
2006年2月頃まで芸能人女子フットサルチーム「XANADU loves NHC」に在籍していた。同事務所で本業の他に声優業も行っていたお笑いコンビ「アリtoキリギリス」石井正則や、つぶやきシローなどに次いで声優業に取り組み始め、声のみで表現する演技の面白さや奥深さに感銘を受ける。しかし当時ホリプロには声優部門がなかったため、本格的に声優を志すべく同年末をもってホリプロとの契約を終了。
2006年から2009年3月までホーリーピークに所属し、以降は声優業を中心に活動するようになる。
フリーを経て、2009年9月から2011年11月までアーツビジョンに所属。2012年2月から2021年3月までアクセントに所属。多数の大手企業VPナレーションも担当し、ナレーション業も本格的に始動させる。
2021年4月1日より、アクセントを退社しフリーとして活動。同時に芸名をユリン千晶に改めた。
2024年11月1日、青二プロダクションに所属。

## 人物
資格はキッズコンサルタント。趣味・好きなことはズンバ、アクアビクス、ランニングなど身体を動かすこと、自転車、パン、公園めぐり、恋愛トーク（恋バナ）、占い、ホームパーティー、子ども達との絵本タイム。特技はマッサージ。
兄がいる。3児の母。

## 出演
太字はメインキャラクター。

### テレビアニメ
2006年
- 結界師（川上きらら、女生徒）
- それいけ!アンパンマン（こんぶくん〈4代目〉）
- DEATH NOTE（女の子）
- ブラック・ジャック（女子生徒）
- ブラック・ジャック21（村人）
- 僕等がいた（山本奈々）

2007年
- シュガーバニーズシリーズ（ストロベリーうさ、あおうさ）
- 逮捕しちゃうぞ フルスロットル（女性警官）

2008年
- RD 潜脳調査室（清水リサ）
- おじゃる丸（2008年 - 2021年、みっちゃん、モンシロちゃん、ピー子、ナナ、クワ子、影アカネ 他）
- のらみみ2（子供）
- ヤッターマン（第2作）（黒芋ポタリ）

2009年
- 君に届け（2009年 - 2011年、高橋千草、ヒトミ） - 2シリーズ
- 地獄少女 三鼎（木内夢）

2010年
- 犬夜叉 完結編（ヒデ）
- けいおん!!（一年生）
- 夢色パティシエール（母親）

2011年
- イナズマイレブンGO（2011年 - 2013年、山菜茜、香坂幸恵 他） - 3シリーズ
- C（女子高生）
- スイートプリキュア♪（スイーツ部員、レナ、妹、女の子、女子生徒、女性）
- デュエル・マスターズ ビクトリー（2011年 - 2013年、プリンプリン） - 3シリーズ
- まじっく快斗（女子生徒E）

2012年
- たまごっち!（2012年 - 2014年、はるかぜっち、ナイトっち、はなふわっち、ちゃいなっち、もなトトっち、サッカー生徒、タクトっち、チェロっち、みどりっち、きいろバグっち、ちょーちょっち、きゃおっち、こねねっち 他） - 4シリーズ

2013年
- IS 〈インフィニット・ストラトス〉2（黒ウサギ隊）
- ジュエルペット ハッピネス（ユミカ）

2014年
- スペース☆ダンディ（ハニー、アンナ〈サイドキックス〉）

2015年
- 神様はじめました◎（稲穂姫）

2016年
- 宇宙パトロールルル子（メカケ）

2018年
- CONCEPTION（マナ）

2022年
- 連盟空軍航空魔法音楽隊ルミナスウィッチーズ（ジョーの母、アレック）
- アキバ冥途戦争（愛美・スーパーノヴァ・山岸）

2024年
- アストロノオト（AI、音声）
- 真夜中ぱんチ（真咲の母）

2025年
- LAZARUS ラザロ（レポーター）

### 劇場アニメ
- アタゴオルは猫の森（2006年、ヒデ丸）
- 劇場版イナズマイレブンGO 究極の絆 グリフォン（2011年、山菜茜、青銅弾[17]）
- 劇場版イナズマイレブンGO vs ダンボール戦機W（2012年、山菜茜）

### OVA
- 魔法先生ネギま! 〜もうひとつの世界〜（2009年、電子精霊C）

### Webアニメ
- 君に届け 3RD SEASON（2024年、高橋千草）

### ゲーム
- イナズマイレブンGO（2011年 - 2012年、山菜茜、オルカ） - 2作品[注 1]
- イナズマイレブン ストライカーズ（2011年 - 2012年、山菜茜、青銅弾、オルカ、ゴブリス） - 2作品[注 2]
- CONCEPTION 俺の子供を産んでくれ!（2012年、マナ[18]）
- マックス アナーキー（2012年、アイリン）
- リング☆ドリーム 女子プロレス大戦（2013年、スジャータ、磯部かんきち、水星ケア）
- CONCEPTION PLUS 俺の子供を産んでくれ!（2019年、マナ[19]）
- デュエル・マスターズ　プレイス (愛の無限オーケストラ、永遠のプリンプリン、サイバー・N・ワールド)

### ラジオ
- おしゃべりやってまーす（2003年 - 2004年、K'z Station） - 金曜日担当。ゆりん名義
- ENEOS ON THE WAY COMEDY 道草（2007年 - 2008年、JFN系ネット） - 不定期

### ラジオドラマ
- VOMIC いぬまるだしっ（2009年、たまこ先生、すずめ）

### ドラマCD
- アイドルマスター Innocent Blue for ディアリースターズ（サイネリア）
- イナズマイレブンGO ドラマCD「永遠の絆!!」（山菜茜）
- 黒子のバスケ BD＆DVD 第2巻 初回特典SPECIAL CD（アナウンス）
- クロム・ブレイカー（ハトコ）
- ひみつの悪魔ちゃん（灰田一志（幼少期））
- “文学少女”（一年生）

### 吹き替え

#### 映画
- ハンナ・モンタナ/ザ・ムービー（2010年）

#### ドラマ
- ハイパーボッツ（2004年 - 2006年、クッキー）
- 太陽の女（2010年、ドヨン幼少期）
- TWO WEEKS（2014年、ソ・スジン）
- BONES（2017年、メレディス）

#### テレビ番組
- 5ファースト・デート（リリー）

#### アニメ
- スーパー・ロボット・モンキー・チーム・ハイパーフォース GO!（2006年、ジンメイ）
- ツリーハウスたんていだん（ミリー）
- マジック・スクール・バス2（ドロシーアン）
  - 新マジック・スクール・バス（ジョーティー・カウアー）

### CMナレーション
- LION アクロン「のびヨレぴん」篇
- なめらか本舗
- サントリー『胡麻⻨茶』
- ハウス食品 クリームチャウダー
- ユナイテッドアローズ グリーンレーベルリラクシング「恋するレーベル・やまとなでしこ」篇
- ルームズ大正堂「プラス ワン!」篇
- ピップ スリムウォーク

### テレビ番組ナレーション
- 『チョコプラあきたメシ』(ABS)(2020年)
- 『BCリーグ ドキュメンタリー』(Amazonプライム・ビデオ) (2020年 - )
- 『北海道独立宣言』堀江貴文プレゼンツ(HBC) (2019年)
- 『渋谷オルガン坂 生徒会』(DHC TV)　3時のヒロイン、おかずクラブ、ジャングルポケット等人気芸人の皆様と共  に美容コーナー担当)(2019年〜2021年)
- 『ギア猿 資生堂企業対抗レディース ゴルフトーナメント2019』(Jスポーツ)(2019年)
- 『ギア猿 資生堂企業対抗レディース ゴルフトーナメント2020』(Jスポーツ) (2020年)
- 『わが家』ドキュメンタリー(BS NHK)

### レギュラー番組
- 『王様のブランチ』〈2003年1月 - 2004年9月、リポーターとしてロケ、スタジオ共に出演〉(TBS)
- 『王様のお夜食』山崎邦正、Take2、TIM等と毎共演(TBS)
- 『ブランチショッピング』王様のブランチ〜ショッピング通販番組(TBS)
- 『志村通』『志村運送』〜志村けん、優香、ダチョウ倶楽部達と共演(2004年10月 - 2005年9月、フジテレビCX)
- 『さまぁ〜ずげりらっパ』<さまぁ〜ずと毎ロケ>(2005年5月 - 2006年9月、メ〜テレNBN)
- 『ろみひー』<ヒロミ司会>(CTV)
- 『朝は楽しく』<朝の情報番組リポーターとしてロケ、スタジオ共に出演>(TX)
- 『ひろしま菜ズ』地元広島でのJAグループ提供の地産地消推進番組(HOME)
- 『夢の扉〜next door』(TBS)

### ゲスト出演
- 踊る!さんま御殿!!(NTV)
- さんまのスーパーからくりテレビ(TBS)
- 志村どうぶつ園(NTV)
- ダウンタウンDX(yTV)
- 出没!アド街ック天国
- 笑っていいとも(フジテレビCX)
- 迷宮美術館(NHK)
- 笑の棲家(NHK)コント番組
- お好みワイドひろしま(NHK広島)
- 新春かくし芸大会(フジテレビCX)
- ビーバップハイヒール(ABC)
- 愛のエプロン(EX)
- プロの動脈(yTV)

### 特番
- オールスター感謝祭(TBS)
- ウルトラストロング ゲーム〈嵐と共にオーストラリアを舞台にシドニー→ ゴールドコースト→グレートバリアリーフ→ハミルトン島→ケアンズを巡る〉 (NTV)
- 占い師100人にききました(MBS)

### CM
- セブン-イレブン（2004年）
- DELL（2004年）

### モデル
- 『non-no』ファッション雑誌
- 鈴乃屋着物ショーin ホテルニューオータニにて宮沢りえと共演
- ちふれ化粧品
- ブライダルショー/ブライダル雑誌 関係多数出演